# Chironomus dolichotomus
Chironomus dolichotomus är en tvåvingeart som beskrevs av Jean-Jacques Kieffer 1911. Chironomus dolichotomus ingår i släktet Chironomus och familjen fjädermyggor. Inga underarter finns listade i Catalogue of Life.